# Diardia gracilitarsis
Diardia gracilitarsis är en insektsart som beskrevs av Ludwig Redtenbacher 1908. Diardia gracilitarsis ingår i släktet Diardia och familjen Diapheromeridae. Inga underarter finns listade i Catalogue of Life.